# Авдотьїно (міський округ Домодєдово)
Авдотьїно — село в Московської області, розташоване в межах міського округу Домодєдово. Село відноситься до Костянтинівського сільського округу.
Чисельність населення за даними 2005 року — 65 жителів. Поштового відділення в селі немає, найближче поштове відділення знаходиться в селі Константиново.

## Вулиці
У селі існують (або існували раніше) такі вулиці:
- Північна вулиця
- Західна вулиця
- Гірська вулиця